# Erich Krummediek

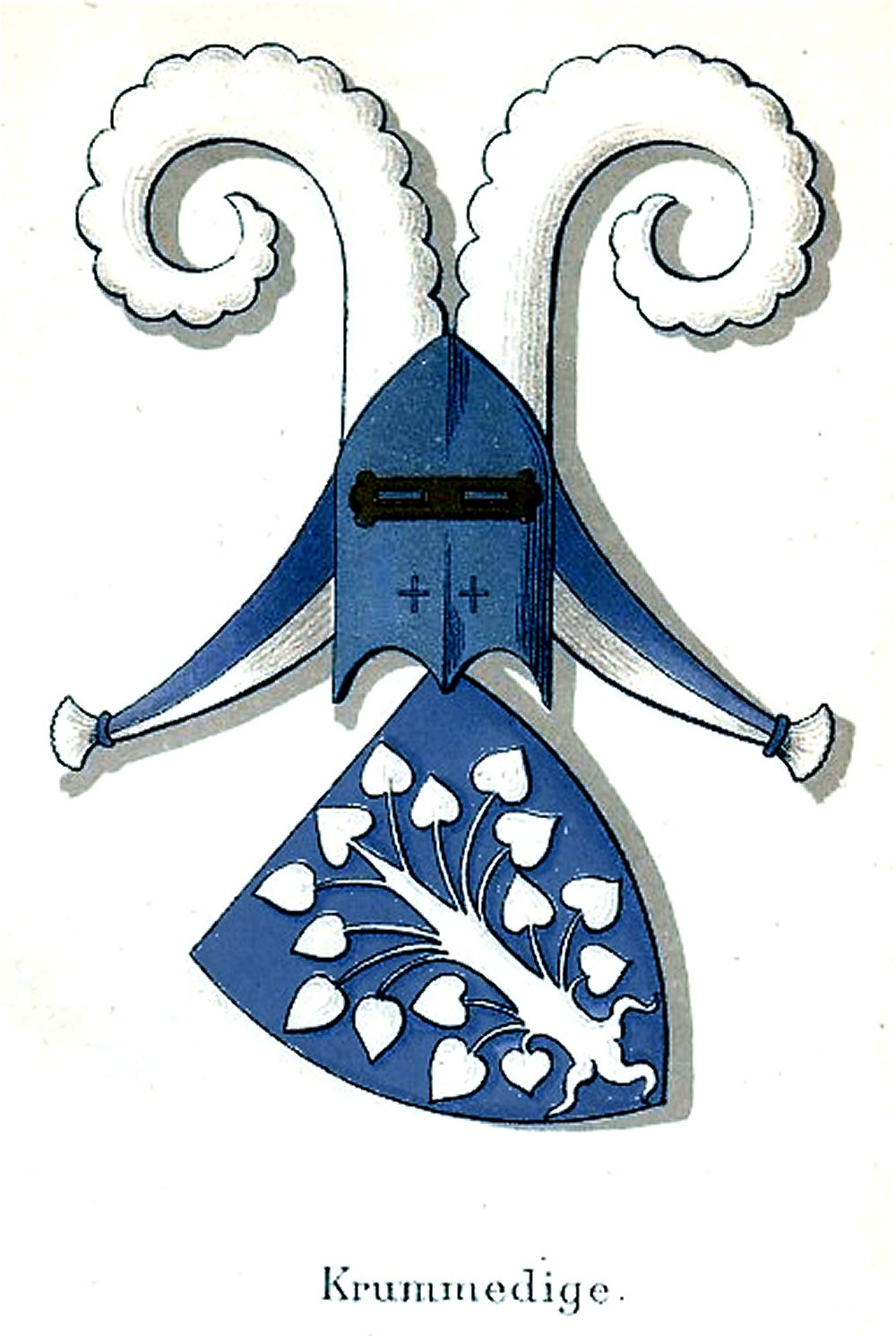
Wappen

Erich Krummediek, auch Erik Segebodssøn Krummedike, Krummendik, Krummedick, Krummedyk, Krummedige († 14. September 1439 in Lübeck) war ein deutscher Ritter und Diplomat in dänischen Diensten.

## Leben
Erich Krummediek stammte aus einer holsteinischen Familie, die auf Gut Krummendiek in der gleichnamigen Gemeinde Krummendiek ihren Stammsitz hatte. Er war ein Sohn von Segebod Krummediek und heiratete Beate, die Tochter des Drosten Johannes von Thienen. Nach dessen Tod 1397 übernahm er dessen Güter und das Drostenamt im Herzogtum Schleswig. Um 1390 erhielt er als Mitgift Gut Rundhof.
Als Lehnsmann des Schauenburgischen Grafen Gerhard VI. von Holstein-Rendsburg stand er in dem gewaltsamen Konflikt um das Herzogtum Schleswig zwischen dessen Söhnen und dem dänischen König Erik VII. und dessen Großtante Margarethe I. zunächst auf der Seite der Schauenburger und des Regenten Heinrich III. von Schauenburg-Holstein, so 1410 in der Schlacht auf der Solleruper Heide im Amt Eggebek. 1411 eroberte er Flensburg. Am 26. März 1411 wurde in Kolding ein Vergleich geschlossen. Im Oktober 1412 starb Margarethe, und die Schauenburger wollten die eroberten Besitzungen nicht mehr zurückgeben, wie es der Vergleich vorgesehen hatte. 1412 versuchte Krummediek die Duburg, die sich noch im Besitz des dänischen Königs befand, zu erobern, scheiterte jedoch. König Erik VII. klagte auf Rückgabe vor dem Lehnsgericht (Danehof, also der Ständeversammlung) in Nyborg an und es erklärte sie am 29. Juli 1413 des Lehens für verlustig. Dänische Truppen besetzen nun Schleswig. In diesem Zusammenhang wechselte Erich Krummendiek auf die dänische Seite. In den folgenden Jahren war er mehrfach Auftraggeber für Kaperfahrten, und 1417 Verhandlungsführer in den von der Hanse vermittelten Friedensgesprächen. Am 26. November 1420 konnte ein Waffenstillstand geschlossen werden.
In den 1420er Jahren gewannen die Holsteinischen Grafen wieder die Oberhand. Der Waffenstillstand wurde unter Graf Gerhards Sohn Heinrich IV. von Holstein 1423 wieder gebrochen. Nach König Sigismunds Ofener zweitem Schiedsspruch vom 28. Juni 1424, der zugunsten seines mütterlicher seitigen Vetters König Eriks von Dänemark ausfiel, besetzten 1426 dänische Truppen unter Erik VII. die Gebiete um Flensburg und kurz die Stadt Schleswig. Heinrich IV. verbündete sich mit der Hanse, und es kam zum Dänisch-Hanseatischen Krieg (1426–1435). In dessen Verlauf ließ König Erik eine Flotte ausrüsten, die er unter den Befehl des Ritters Krummediek setzte. Mit dieser sollte er die Insel Alsen mit dem Schloss Sonderburg besetzen. Doch die holsteinischen erfuhren frühzeitig davon und verstärkten die Verteidigung der Insel. Erich Krummendiek büßte zudem einen Teil seiner Flotte während eines Sturmes ein. Auf Grund der stärkeren Verteidigung war eine Landung seiner restlichen Truppen nicht mehr möglich. Im Jahr 1431 gelang Erich Krummediek zunächst, die in Flensburg eingeschlossen Dänen der Duburg auf dem Seeweg zu versorgen. Dennoch musste die Besatzung der Duburg letztlich kapitulieren. Der Krieg führte zur Niederlage Dänemarks und endete 1435 mit dem für Dänemark nachteiligen Frieden von Vordingborg.
Krummediek war Mitglied des dänischen Reichsrats und mehrfach als Unterhändler für Erik VII. tätig, der ihn zu seinem Reichshofmeister ernannte. Er starb 1439, im Jahr der Absetzung König Eriks VII., in Lübeck und wurde in der Lübecker Katharinenkirche beigesetzt, wo sein Grabstein im unteren Chor erhalten ist.
Sein Sohn Hartvig Krummedike (* um 1400; † 1476 oder 1477 in der Festung Akershus) wurde norwegischer Reichsrat und Reichshofmeister.